# Тиффани, Джон Керр
Джон Керр Тиффани (англ. John Kerr Tiffany; 9 февраля 1842 — 3 марта 1897) — один из первых американских филателистов из Сент-Луиса, штат Миссури. В проведённом в 1890 году опросе филателистов США признан вторым по значимости человеком в американской филателии, уступая только знаменитому Джону Уолтеру Скотту.

## Вклад в филателию
Во время учёбы во Франции Джон Тиффани начал коллекционировать почтовые марки и решил также собрать «все печатные издания, связанные с увлечением филателией». Поставив себе такую цель, он создал, возможно, самую крупную библиотеку филателистической литературы того времени. На основе фонда своей библиотеки и других не принадлежавших ему материалов он написал и опубликовал в 1874 году книгу «The Philatelical Library: A Catalogue of Stamp Publications» («Филателистическая библиотека: каталог публикаций о почтовых марках»). Тиффани продолжал свою работу по выявлению и каталогизации филателистической литературы и в 1889 году опубликовал ещё одно справочное пособие — «The Stamp Collector’s Library Companion (Part 1)» («Библиотечный спутник коллекционера почтовых марок», часть 1), которое дополнил в 1890 году.
В числе своих филателистических собраний Джон Тиффани сформировал специализированные коллекции почтовых марок США и Британской Северной Америки. Проживая непосредственно в Сент-Луисе (штат Миссури), Тиффани изучал почтмейстерские провизории Сент-Луиса (Sc #11X1 — 11Х8), которые обычно называются «сент-луисскими медведями», и сумел правильно определить их положение в марочном листе. При том ограниченном количественно материале, с которым он имел дело, это было очень сложно, но правильность определённого им положения марок в марочном листе подтвердилась позже, когда было найдено достаточное их количество. Опираясь на свои находки, в 1894 году Тиффани написал и опубликовал монографию под названием «A St. Louis Symposium» («Сент-луисский симпозиум»).
Тиффани издал первый полный список почтовых марок США под названием фр. «Les Timbres des Etats-Unis d’Amerique» («Почтовые марки Соединённых Штатов Америки»). Работа была напечатана в трех частях в 1883 году и позже дополнена им в 1887 году под названием «History of the Postage Stamps of the United States of America» («История почтовых марок Соединенных Штатов Америки»).

## Руководство АФО
В 1886 году была учреждена Американская филателистическая ассоциация (ныне Американское филателистическое общество, сокращённо АФО). Джон Тиффани был избран её президентом и переизбирался президентом ещё в течение более десяти лет, пока не принял решение больше не баллотироваться.

## Библиотека Тиффани
На момент смерти Тиффани в 1897 году его филателистическая библиотека была крупнейшей в мире и была целиком приобретена Джеймсом Линдсеем, графом Кроуфордом. Линдсей, в свою очередь, когда умер, завещал библиотеку Британскому музею.
Филателистическая библиотека Джона Тиффани, вошедшая в состав Библиотеки Кроуфорда, в настоящее время является частью Филателистических коллекций Британской библиотеки.

## Почётные звания и награды
В 1941 году Джон Тиффани удостоился чести быть включённым в Зал славы Американского филателистического общества.